# Wenchun (köpinghuvudort i Kina, Heilongjiang Sheng, lat 44,43, long 129,49)
Wenchun (kinesiska: 温春, 温春镇) är en köpinghuvudort i Kina. Den ligger i provinsen Heilongjiang, i den nordöstra delen av landet, omkring 270 kilometer sydost om provinshuvudstaden Harbin. Antalet invånare är 44 236. Befolkningen består av 22 498 kvinnor och 21 738 män. Barn under 15 år utgör 9,0 %, vuxna 15-64 år 81 %, och äldre över 65 år 8,0 %.
Runt Wenchun är det ganska tätbefolkat, med 56 invånare per kvadratkilometer. Närmaste större samhälle är Ning'an, 9,7 km söder om Wenchun. Omgivningarna runt Wenchun är en mosaik av jordbruksmark och naturlig växtlighet.
Genomsnittlig årsnederbörd är 895 millimeter. Den regnigaste månaden är juli, med i genomsnitt 191 mm nederbörd, och den torraste är januari, med 5 mm nederbörd.